# 供給の価格弾力性

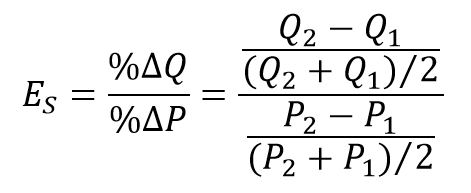
中点法を用いた供給の価格弾力性。

供給の価格弾力性（きょうきゅうのかかくだんりょくせい、英: Price elasticity of supply）とは、「ある財やサービスの供給量がその価格の変化に対してどの程度反応するか（弾力性）を示す経済学で用いられる尺度」のことである。供給の価格弾力性は、応用的には価格が1%変化したときに生じる供給量の変化率で表される。また、PESは供給量の変化率を価格の変化率で割った値としても定義される。
PESが1未満の場合、その財の供給は「非弾力的」と表現される。供給の価格弾力性が1を超える場合、その供給は「弾力的」と表現される。弾力性が0である場合、供給量は価格変化に全く反応せず、その財は「固定的」な供給とされる。このような財は労働要素を含まないか生産されない場合が多く、短期的な拡大の見込みは限られる。弾力性がちょうど1の場合、その財は「単位弾力的」と呼ばれる。需要の価格弾力性とは異なり、供給の価格弾力性は一般に正の値を取る。これは、財の価格上昇が限界収入の相対的増加により生産者により多くの生産を促すためである。
短期的には、供給される財の数量は生産量と異なる場合がある。これは、生産者が在庫を積み増したり取り崩したりすることができるためである。

## 定義と実例
供給曲線の傾きは、価格の変化と供給量の変化の関係を示す。傾きが急な曲線は、価格変化に対して供給量の変化が比較的小さいことを意味する。供給曲線が急である市場では、生産者の供給量は価格変化にあまり敏感ではない。反対に、供給曲線が緩やかな場合、価格変化に対して供給量の変化は大きくなる。供給曲線が緩やかな市場では、価格の変化に伴って供給量が大きく変動する。
弾力性という概念は、ある値が別の値の変化に対してどの程度反応するかを表す（特に価格に対する数量の反応度合い）。弾力性は、ある値の変化率を別の値の変化率で割った比率である。弾力性の概念は、需要曲線や供給曲線、そして生産者や消費者といった経済主体にも適用される。
{\displaystyle E^{S}=\left({\frac {\%\bigtriangleup Q^{S}}{\%\bigtriangleup P}}\right)}
例えば、賃貸住宅の需要が増加した場合、旧来の家賃水準では賃貸住宅の不足が生じ、家賃（価格）には上昇圧力がかかる。セテリス・パリブスのもとで（他の条件一定のもとで）、賃貸住宅の供給量が家賃の変化に対してより弾力的（反応的）であるほど、不足を解消して市場を均衡に戻すために必要な家賃の上昇幅は小さくなる。逆に、供給量が価格変化にあまり反応しない（非弾力的な）場合、需要増加による不足を解消するには、より大きな価格上昇が必要になる。

## 決定要因
原材料の入手可能性例えば、原材料の入手可能性は、価格に関わらず国内で生産できる金の量を制限する可能性がある。同様に、ファン・ゴッホの絵画の価格は、その供給に影響を与える可能性が低い。
生産の長さと複雑さ生産プロセスの複雑さに大きく依存する。繊維生産は比較的単純であり、労働者は主に非熟練労働者で、生産施設は特別な構造を必要としない単なる建物程度である。このため、繊維のPES（供給の価格弾力性）は弾力的である。
生産要素の移動性生産要素が容易に利用可能で、ある財を生産している生産者が資源を切り替えて需要のある財の生産に回すことができる場合、PESは比較的弾力的といえる。逆の場合は比較的非弾力的になる。
対応までの時間生産者が価格変化に対応するための時間が長いほど、供給はより弾力的になる。一般に、長期における供給は短期よりも弾力的であるとされる。これは、長期ではすべての生産要素を利用して供給を増やすことができるのに対し、短期では労働のみを増やすことができ、それでも変化は非常に高コストになる場合があるためである。例えば、綿花農家は、大豆価格が上昇しても必要な土地を確保するまでの時間がかかるため（短期的には）すぐには対応できない。
在庫商品の在庫や利用可能な保管容量を持つ生産者は、すぐに市場への供給を増やすことができる。
予備または過剰生産能力未使用の生産能力を持つ生産者は、変動要素が容易に入手可能であれば、市場での価格変化に迅速に対応できる。企業内に予備能力が存在する場合、価格変化に対する供給量の反応はより比例的になる（すなわち価格弾力性を示唆する）。これは、生産者が利用可能な予備の生産要素市場（生産要素）を活用でき、需要変化に応じて供給を調整できることを意味する。予備生産能力が大きいほど、供給者は価格変化に迅速に対応でき、その財・サービスはより価格弾力的になる。

## 弾力性と傾き
供給の弾力性は、供給が線形で傾きが一定であっても、曲線上で変化する。これは、傾きが価格の絶対的増加に対する供給量の絶対的増加を測定するのに対し、弾力性は変化率を測定するためである。また、傾きは測定単位に依存し、単位が変わると（例: ドル/ポンドからドル/オンスへ）変化するが、弾力性は単なる数値であり単位に依存しない（例: 1.2）。これは弾力性の大きな利点である。
供給曲線の傾きは dP/dQ であり、弾力性は (dQ/dP)(P/Q) である。したがって、傾きが急な供給曲線（dP/dQ が大きく、dQ/dP が小さい）は、与えられた P と Q に対して弾力性が低い。例えば、Q = a + bP のような線形供給曲線では、傾きは一定（1/b）だが、弾力性は b(P/Q) であり、価格 P が上がるにつれて Q(P) の増加と直接効果の両方により弾力性は上昇する。
線形供給曲線のもう1つの特徴は、弾力性が bP/(a + bP) とも表せることである。a < 0 の場合、弾力性は常に1より大きく、価格軸の正の部分を通過し、価格が低すぎると供給量がゼロになる（P < -a/b）ような曲線で見られる。数量軸の正の部分を通過し、価格がゼロでも正の供給量（Q = a）を持つ曲線では、a > 0 であり、弾力性は常に1未満である。原点を通過する曲線では、a = 0 であり、弾力性は1となる。
供給の価格弾力性には5つのタイプがある。それは、完全非弾力的供給、比較的非弾力的供給、単位弾力的供給、比較的弾力的供給、完全弾力的供給である。これらのタイプは、価格変化に直面したときに異なる製品の供給量がどのように変化するかを示す。
完全非弾力的供給: これは Es の値がゼロになる場合で、価格が変化しても供給量が全く変化しないことを意味する。供給量が限定されている場合に見られ、例えば200個しか製造されず、それ以上作られない製品では供給量の増減は起こらない。
比較的非弾力的供給: これは Es の値がゼロから1の間にある場合で、価格が変化したとき、供給量の変化率が価格の変化率よりも低いことを意味する。例えば、ある製品の価格が1ドルから1.10ドルに上昇した場合、価格は10%上昇しており、供給量の変化率は10%未満になる。
単位弾力的供給: これは Es の値が1で、供給量と価格が同じ割合で変化する場合である。前述の例で示すと、価格が10%上昇すると供給量も10%上昇する。
比較的弾力的供給: これは Es の値が1を超える場合で、価格が変化したとき、供給量の変化率が価格の変化率よりも高いことを意味する。前述の例では、価格が10%上昇した場合、供給量は10%以上増加する。
完全弾力的供給: これは Es の値が無限大になる場合で、供給可能量が無限であることを意味する。ただし、これは特定の価格に限られ、その価格が変化すると供給量はゼロになる。例えば、1ドルの価格では無限に供給可能だが、その価格が1.10ドルになると供給がゼロになる場合である。

## 短期と長期
企業は通常、生産能力に限りがあるため、供給の弾力性は供給量が少ない水準では高く、供給量が多い水準では低くなる傾向がある。供給量が少ない段階では、企業は通常、使用可能な大きな余剰能力を有しており、価格がわずかに上昇するだけでこの遊休能力を活用することが利益につながる。このため、この供給曲線の領域では価格変化に対する供給量の反応は高い。しかし、生産能力が完全に利用されると、生産をさらに増加させるには（工場や設備などの）資本への追加投資が必要となる。この追加費用を賄うためには価格を大幅に引き上げる必要があるため、高い生産水準では供給はあまり弾力的でなくなる。

## 供給弾力性の例
- 暖房用油: 1.58（短期）[9]
- ガソリン: 1.61（短期）[9]
- たばこ: 7.0（長期）[9]
- 住宅: 1.6–3.7（長期）[9]
- 綿花
  - 0.3（短期）[10]
  - 1.0（長期）[10]
- 鋼鉄: 1.2（長期、ミニミルによる）[11]
- 土地: 0[12]（ただし埋立地造成が行われている場合を除く）
- 労働: 0.7–1.8[13]